# Refuge de la Muzelle
Le refuge de la Muzelle est un refuge du massif des Écrins, situé dans les Alpes françaises, au pied de la roche de la Muzelle et au bord du lac de la Muzelle.

## Accès
On accède au refuge à partir de bourg d'Arud, hameau de la commune des Deux Alpes sur la commune déléguée de Vénosc, en 3 heures en général et 1 200 mètres de dénivelée, par le sentier GR54.

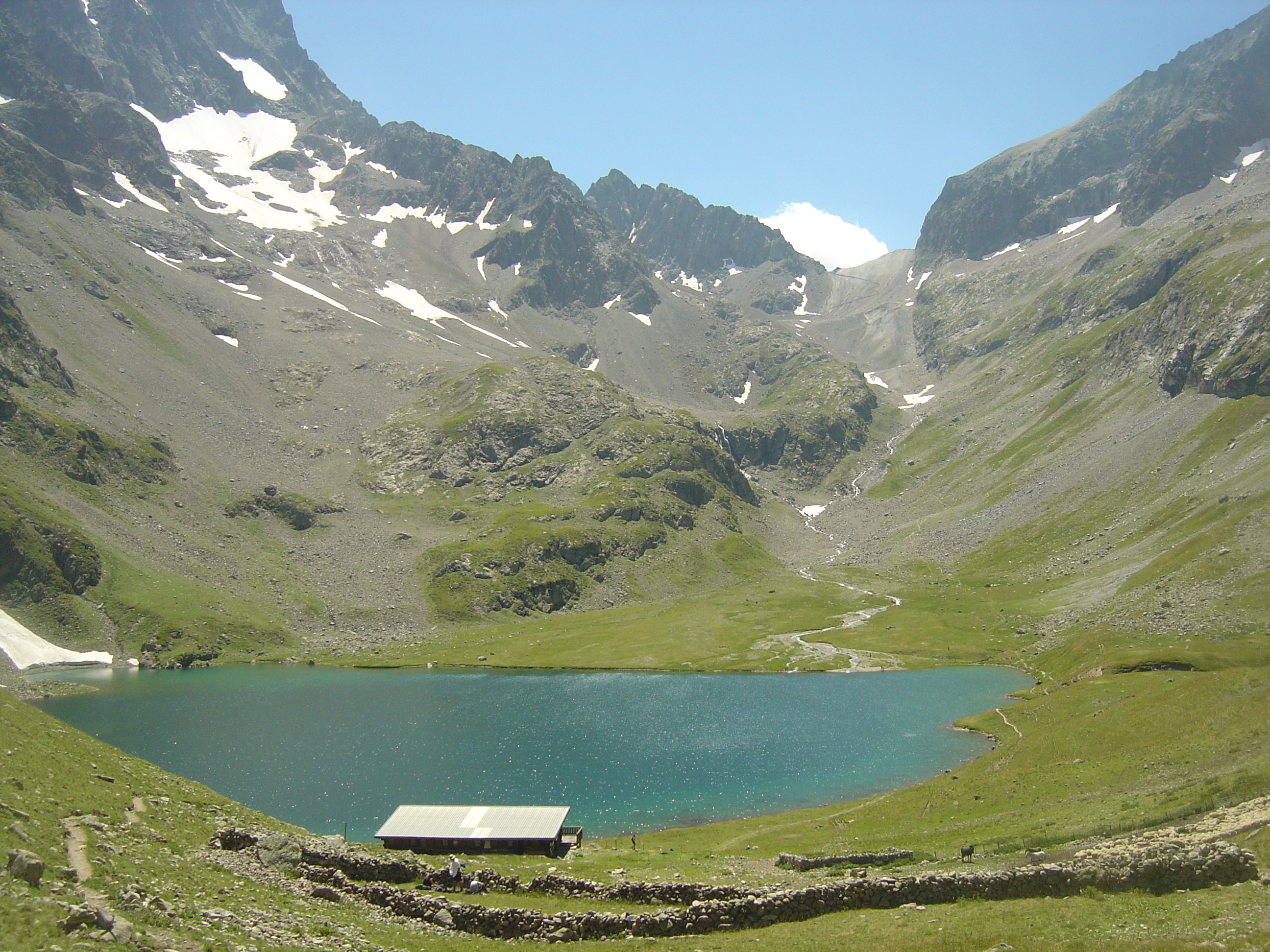
Le refuge et plus haut le col de la Muzelle (2 613 m)
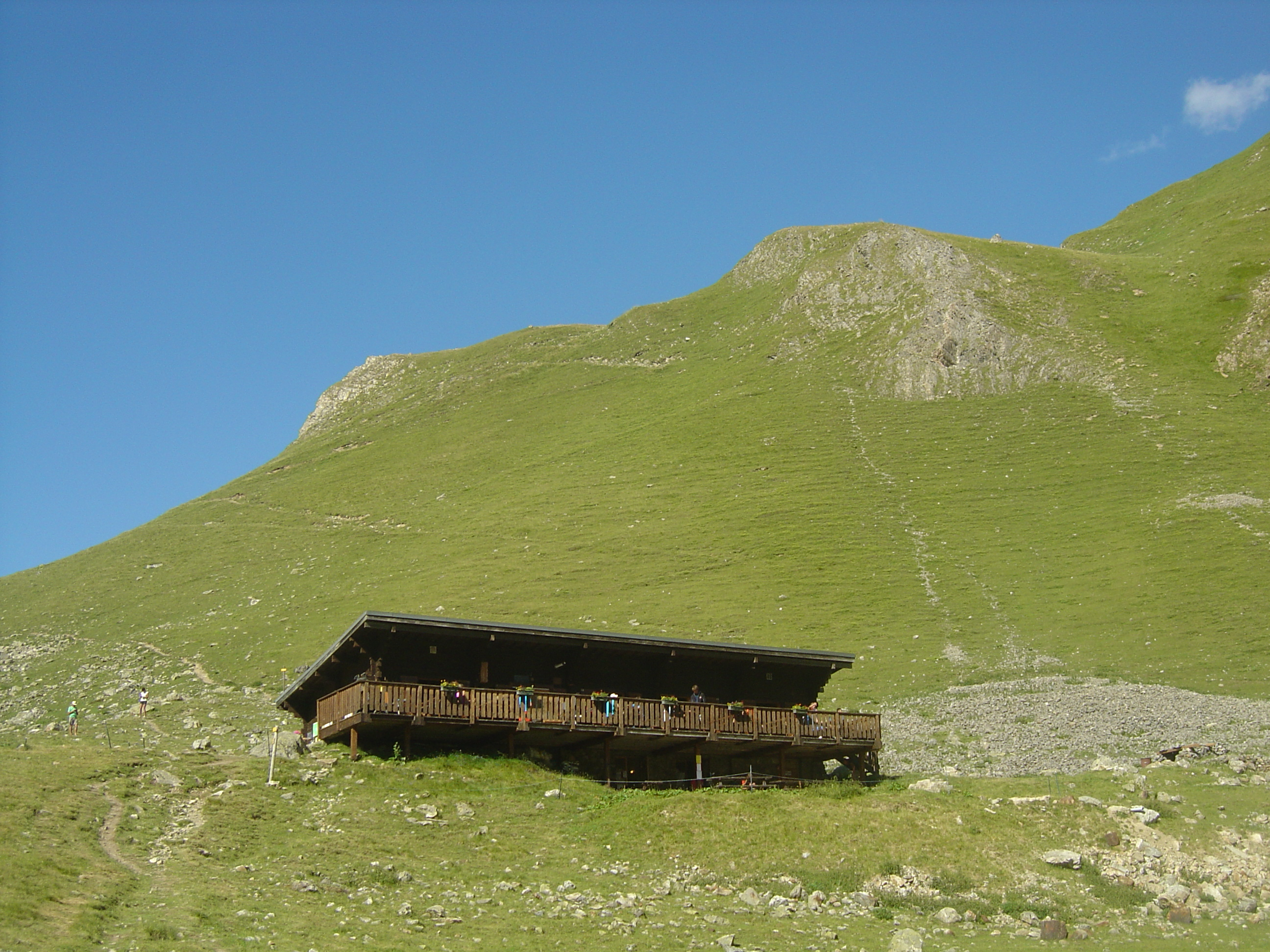
Refuge de la Muzelle en été
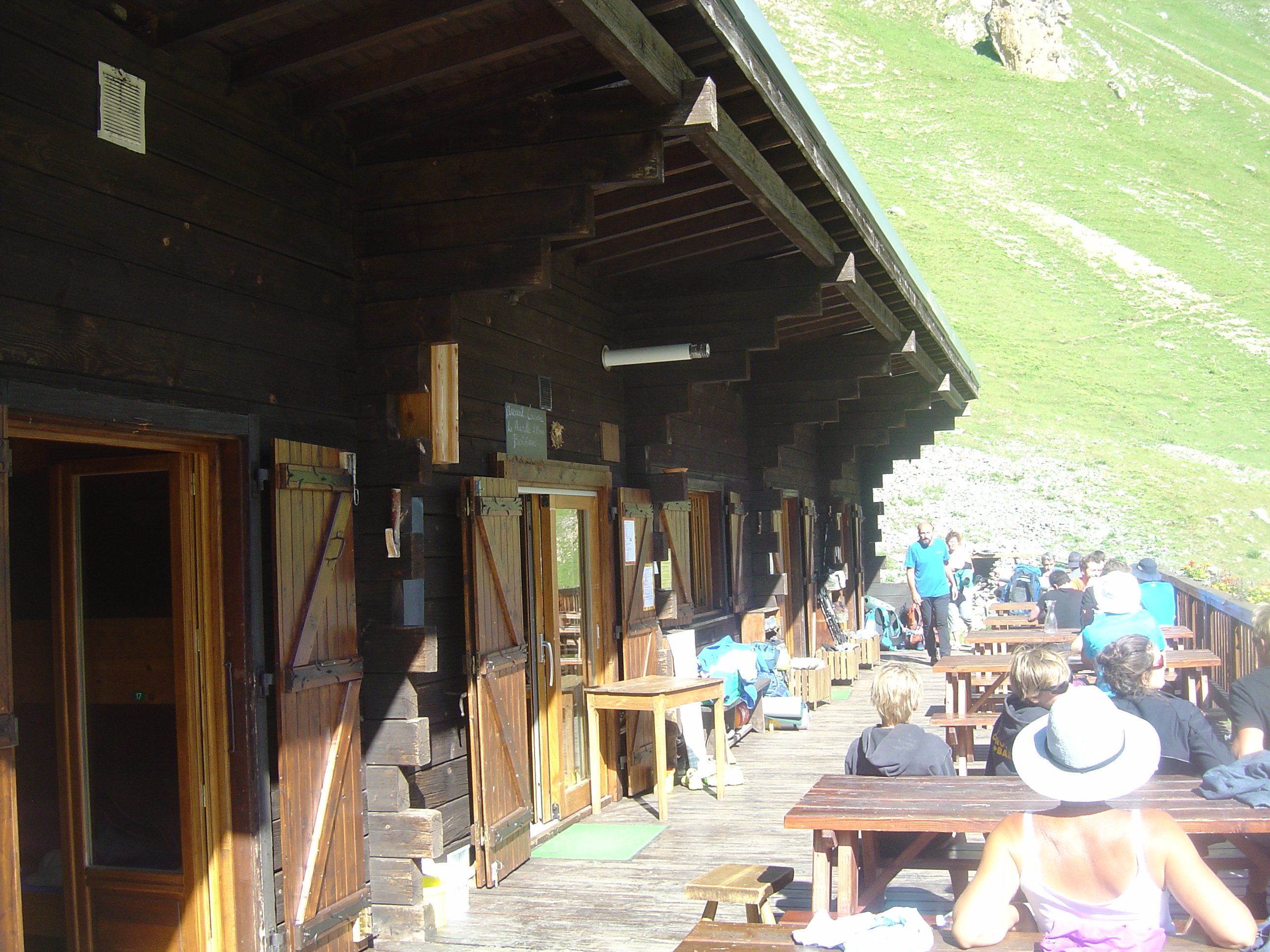
Refuge de la Muzelle